# Fuyens
Fuyens is een plaats en voormalige gemeente in het Zwitserse kanton Fribourg en maakt deel uit van het district Glâne.

## Geschiedenis
Op 1 januari 1978 werd Fuyens opgenomen in de buurgemeente Villaz-Saint-Pierre  die op 1 januari 2020 fuseerde met La Folliaz tot de huidige gemeente Villaz.

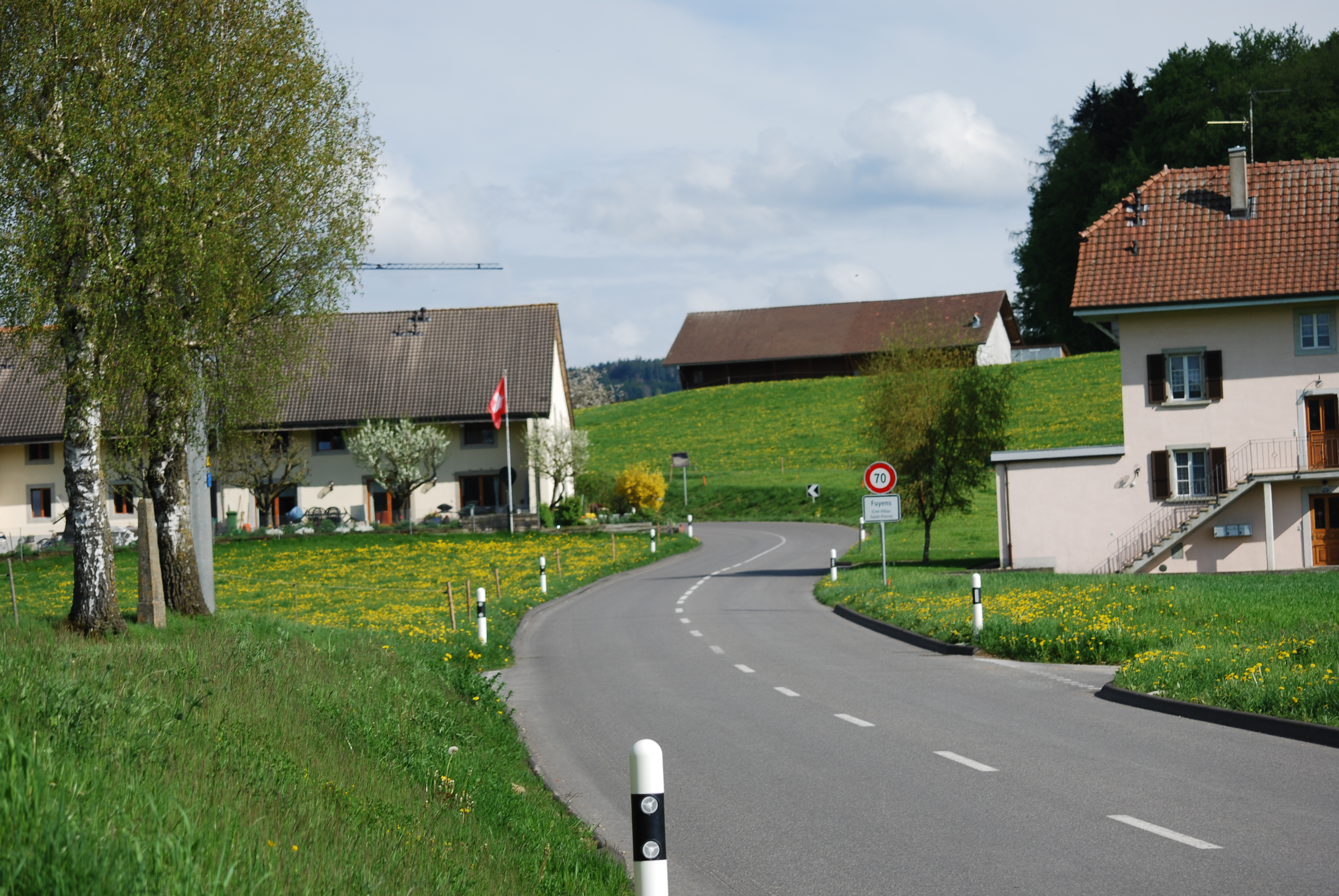
Fuyens